# Frederick Reefs
Frederick Reefs är ett rev i Korallhavsöarna i Australien. På södra delen av revet ligger Observatory Cay, den enda del av revet som är torrt även vid högvatten.